# Vinhós (Fafe)
Vinhós ist eine Gemeinde im Norden Portugals.
Vinhós gehört zum Kreis Fafe im Distrikt Braga, besitzt eine Fläche von 2,9 km² und hat 570 Einwohner (Stand 19. April 2021).